# أشباه البونيراوات
أشباه البونيراوات (الاسم العلمي:Paraponerinae) هي أسرة من الحشرات تتبع فصيلة النمل من رتبة غشائيات الأجنحة.

## التصنيف
- شبيهة البونيرة